# Fritz Haber (Raumfahrtingenieur)
Fritz Haber (* 3. April 1912 in Mannheim; † 21. August 1998 in Westport, Connecticut, USA) war ein deutscher Luft- und Raumfahrtpionier.

## Leben
Er war der ältere Bruder von Heinz Haber, dem „Fernsehprofessor“ für Weltraumthemen. Beide Brüder verbrachten ihre Kindheit in der Nähe des Mannheimer Planetariums im Unteren Luisenpark und holten sich dort die Inspiration für ihren späteren Beruf. Ihr Vater Karl Haber war Direktor der Süddeutsche Zucker AG (heute Südzucker).
Fritz Haber ging in Mannheim zur Schule und studierte in Darmstadt. Danach arbeitete er für den Flugzeughersteller Junkers in Dessau. Wegen der Geburt seines Sohnes reiste er von Mitteldeutschland in den Westen und wurde dort von den Amerikanern, wie sein Bruder Heinz, nach dem Krieg „angeworben“ (Operation Overcast). Mit etwa 200 Wissenschaftlern, darunter Wernher von Braun, gingen sie in die USA, um dort weiter zu forschen.
Fritz und Heinz Haber erfanden den Parabelflug, mit dem die NASA ihre Astronauten auf die Schwerelosigkeit des Raumfluges vorbereitete. Auch die Transporttechnik „Huckepackverfahren“ geht auf eine Idee von Fritz Haber zurück: Auf dem Rücken umgebauter Jumbo-Jets beförderte die NASA ihre Raumfähren vom Landeplatz in Kalifornien wieder zum Startplatz nach Florida.
Fritz Haber hinterließ nach zwei Ehen zwei Söhne.